# Оборона Петрограда
Оборо́на Петрогра́да — боевые действия частей РККА (7-я и 15-я армии Западного фронта) совместно с Морскими силами Балтийского моря против Северо-Западной армии (Северный корпус) Белого движения и иностранных интервентов в мае — ноябре 1919 года во время Гражданской войны в России. 
В советской историографии форсирование наступления белых сил на Петроград в мае 1919 связывали с успехами Восточного фронта РККА в контрнаступлении на Русскую армию Колчака.

## Роль иностранных государств в конфликте
Так как белые, противостоящие Советской России в северо-западной области, не имели там достаточной поддержки, а опиралась в своей борьбе только на иностранные государства, то эти государства занимали в боевых действиях куда большее место, чем на других фронтах гражданской войны.:301 Поэтому все колебания политических курсов этих государств остро сказывались на состоянии дел в антибольшевистском лагере. Иностранные государства, помогая белым, преследовали, прежде всего, свои собственные политические цели. Цели одного государства вступали в противоречия с целями другого, причём, зачастую, цели эти были взаимоисключающими, что делало невозможным создание единого антибольшевистского блока. Эта противоречивость целей Англии, Франции, Германии, Финляндии и Эстонии при проведении Петроградской операции во многом обусловили поражение Белого движения на Северо-Западе России.:580, 581

### Эстония
Ещё в начале зимы 1918—1919 годов русский Северный корпус, отступивший на территорию Эстонии под натиском Красной армии, был принят эстонским правительством на свою службу. Эстонские правящие круги, однако, настороженно смотрели на постепенное усиление позиций белых в Северо-западном крае и бывшей Эстляндской губернии, справедливо опасаясь за независимость своего молодого государства, в случае победы белых в России. Это, однако, не мешало эстонским центристам и консерваторам, находившимся у власти до апреля 1919 года и категорически отвергавшим любые контакты с большевиками, оказывать Белому движению посильную помощь.:319
Ситуация изменилась после прихода к власти в Эстонии в апреле 1919 года социал-демократов и социал-революционеров, которые, отличаясь шовинизмом, в то же время питали симпатии к большевикам:319. Новые власти Эстонии усилили давление на Северный корпус, а эстонская пресса, по воспоминаниям Н. Н. Иванова, «бесконечно трактовала русский корпус как реакционно-баронскую, исключительно противоэстонскую затею». Такая перемена в отношении к корпусу вынудила командование последнего ускорить начало наступления с целью вывода сил корпуса из зависимости от враждебно настроенной Эстонии. В свою очередь, лидеры белого движения своими негативными высказываниями об эстонской независимости только подогревали недоверие эстонцев.:319
До конца лета 1919 года существовала реальная возможность объединённых наступательных действий русской военной силы и молодых прибалтийских государств против большевиков (закреплённая подписанием в Риге 26 августа 1919 соответствующего протокола) при материальной и моральной помощи Антанты, однако эти планы были сорваны советским правительством, предложившим Эстонии начать мирные переговоры, которые и начались в Ревеле 13 сентября. Ход переговоров требовал от русского военного командования безотлагательной активизации боевых действий, даже вопреки фактической готовности армии. Главнокомандующий эстонской армии Йохан Лайдонер санкционировал участие 1-й и 2-й эстонской дивизий в осеннем наступлении на Петроград без согласия и даже вопреки желанию эстонского правительства.:317
Мирные переговоры, возобновившиеся в конце 1919 года между независимой Эстонией и Советской Россией и закончившиеся подписанием Тартуского мира, поставили финальную точку в сотрудничестве Эстонии с Белой Россией, так как по условиям мира нахождение какой-либо военной и политической силы, враждебной Советской России, на территории Эстонии воспрещалось, а имеющиеся иностранные войска разоружались; также воспрещалось использовать территорию Эстонии для перевозки материалов военного характера силами, находящимися в состоянии войны с советами.

### Финляндия
Политика правительства Финляндии по отношению к гражданской войне в России была двойственной. С одной стороны, на своей территории было безжалостно подавлено восстание красного Народного Совета, и финское и российское советское правительства смотрели друг на друга с ненавистью и недоверием. С другой, русские антибольшевики принадлежали к тому классу, что в течение столетия был основой русского военного правления в Финляндии. Среди финнов преобладало убеждение, что если в России националистическое белое правительство сменит Советы, независимость Финляндии будет в опасности. Такие опасения финнов подогревались недостаточно чёткой позицией Колчака и Сазонова относительно признания независимости Финляндии:305. Соответственно, финны не слишком заботились о том, чтобы помогать русским белым.
В начале 1919 года финское командование во главе с К. Г. Маннергеймом начало разработку плана наступления на российскую территорию, согласно которому после схода снегов войска финской армии (Южная группа) должны были наступать в направлении Олонец — Лодейное Поле; в направлении Вешкелица — Кунгозеро — Сямозеро с территории Финляндии планировалось наступление Северной группы, состоящей из шведских добровольцев, выходцев из Карелии и шюцкора. Но уже в январе в Карелии финны захватили Поросозерную волость, соседнюю с Ребольской, которая была захвачена ими ещё осенью 1918 года. До марта 1919 года в районах Реболы и Поросозера финны продолжали ограниченные боевые действия.
За своё участие в наступлении против большевиков на мирной конференции в Париже Финляндия потребовала присоединения к своей территории Карелии и Кольского полуострова, провозглашения автономии Архангельской и Олонецкой губерний и демилитаризации Балтийского моря. Кроме того, Маннергейм просил Великобританию официально поддержать планировавшуюся операцию и предоставить заём в 15 млн фунтов стерлингов.
Если весной 1919 года Финляндия рассматривалась белогвардейскими лидерами как основной плацдарм и союзник для наступления, то к осени значение Финляндии в глазах белого командования померкло, и центром сосредоточения белых окончательно стала Эстония.

### Антанта

#### Великобритания
Великобритания сыграла решающую роль в антибольшевистской борьбе на Северо-западе России.:259 Балтийский регион никогда не входил в сферу влияния английского империализма, поскольку он находился в сфере интересов двух других мировых империй — Германской и Российской. Однако по окончании Первой мировой войны, когда обе империи пали, сфера интересов Великобритании расширилась и на Балтику.:242 Англия показала своё присутствие в регионе ещё в ноябре 1918 г., прислав на Балтику эскадру своего военно-морского флота. Стремясь расчленить и ослабить своего соперника в Азии — Россию — Великобритания всячески поддерживала молодые независимости Прибалтийских республик.:582—584 В первой половине 1919 года Великобритания только присматривалась к белым Северо-западного района, колеблясь и демонстрируя нерешительность в содействии их антибольшевистской борьбе. Однако, во многом благодаря Уинстону Черчиллю, начиная с мая 1919 года, помощь Великобритании русским белым становилась всё более и более действенной, в том числе и по той причине, чтобы не дать возможности Германии восстановить своё влияние в регионе. В мае в Прибалтику прибыли военные миссии союзников, во главе который стояли английские генералы. Вплоть до ноября 1919 Великобритания оказывала существенную помощь белому делу, поставляя вооружение, снаряжение и боеприпасы, затем курс Великобритании изменился — с Советской Россией начались торговые переговоры, по сути означающие признание последней и прекращение вооружённой борьбы. Советский историк Н. Корнатовский считал, что перемена позиции произошла в силу того, что английская национальная буржуазия, преимущественно торгово-промышленная по своему характеру, посчитала, что ей выгодней возобновить товарообмен с таким гигантским рынком, как Россия, чем продолжать вести дорогостоящую вооружённую борьбу.:582—584

#### Франция
Франция, будучи естественным союзником России на Европейском континенте против Германского империализма, была заинтересована в воссоздании «Великой, единой и неделимой России» как противовеса в возможном возрождении мощи Германии.:390—392 Поэтому Франция искренне работала для воссоздания русской государственности в Северо-западном крае. Но французская военная миссия прибыла в Ревель только 18 сентября 1919 года, поэтому до этого времени речь о действенной материальной помощи Северо-Западной армии со стороны Франции не шла. Генерал Этьеван, начальник миссии, принимал все зависящие от него меры для укрепления армии Юденича и пытался склонить на эту сторону правительства Финляндии и Эстонии, протестуя против действий последних по началу мирных переговоров с Советской Россией. Однако события начали развиваться так быстро, что какая-либо существенная помощь белым из Франции прибыть уже не успела, хотя, начиная с середины ноября, когда Великобритания решила свернуть свою помощь, именно Франция вышла на первое место в поддержке Белому делу в северо-западном регионе России. Начиная с октября активно прорабатывалась организация поставок для Северо-Западной армии морским транспортом вооружений, снаряжения и боеприпасов из Франции, но в действительности ни одно из судов не было отправлено.:512—514, 586—592
В советской историографии фактическая позиция Франции по отношению к России объяснялась таким образом: так как французский капитализм был по своей природе капитализмом финансовым и именно Франция была самым крупным кредитором Российской империи, то большевистский переворот в одночасье лишил французскую буржуазию всех капиталов, вложенных в Россию. Поэтому, совершенно естественно, Франция стремилась к возрождению той власти, которая гарантировала бы Франции возврат предоставленных кредитов и восстановления прав собственности:585.

### Германия
Вытеснив русских из Прибалтики в ходе боевых действий Великой войны и закрепив этот военный успех условиями Брестского мира, Германия, казалось бы, избавилась от конкурента и прочно обосновалась в регионе, который являлся целью её многовековых устремлений. Однако, в результате проигрыша в Первой мировой войне, немецкие успехи в Прибалтике были сведены на нет, а сама Германия должна была заботиться о сохранении хотя бы минимального влияния в молодых независимых прибалтийских государствах, конкурируя уже не с Россией, а с Великобританией. Скованная условиями Версальского мирного договора, Германия не могла выступать в регионе открыто и напрямую, а была вынуждена искать опору в местных прогерманских силах и поставлять вооружение и снаряжение в русские вооружённые отряды, создаваемые на территории Курляндии и Лифляндии, в надежде что последние будут защищать германские интересы. Одной из таких сил стала, созданная во многом германскими усилиями, «Русская западная добровольческая армия» П. Р. Бермондт-Авалова, которая, будучи настроенной на возрождение «Великой и неделимой России», была прогерманской по своей ориентации, в отличие от проантантовской армии Юденича. Опасаясь роста влияния союзников, если армия Юденича разгромит большевиков в северо-западном регионе, немцы искусно разыграли «великорусскую карту» армии Бермондта, попытавшегося ликвидировать Латвийскую независимость как раз в момент кульминации наступления Юденича. В результате армия Бермонд-Авалова не только не приняла участие в борьбе с большевизмом, но напротив, оттянула на подавление своего выступления силы эстонцев, латышей и британского флота, которые в тот момент должны были бы содействовать Юденичу.:481, 482

## Предыстория
В феврале 1919 года в должность командира южной группы Северного корпуса вступил генерал А. П. Родзянко. С его прибытием в корпус боевые действия, выражавшиеся в партизанских налётах на территорию Советской России, заметно активизировались. В результате некоторых операций белым удавалось захватить значительное количество пленных, оружия и боеприпасов. Так, при налёте на имение Темницы трофеями нападавших стали 4 орудия, 2 пулемёта «Максим», 154 винтовки, 360 снарядов, 14 тыс. патронов; было пленено 206 красногвардейцев, из которых 86 были оставлены в отряде; двое политработников расстреляны; остальные, не пожелавшие служить у белых, отправлены в лагерь военнопленных в Пяскуль.
Хуже у белых обстояли дела с вербовкой и мобилизацией в свой корпус русского населения. На объявленную в принарвских деревнях мобилизацию местные крестьяне ответили отказом. Только после второго мобприказа, подкреплённого угрозой «За неисполнение сего виновные караются по законам военного времени эстонской армии», мобилизовать удалось только 40 человек.
Успех мелких партизанских набегов подразделений Северного корпуса из Эстонии на территорию Советской России в январе — апреле 1919 года подвигнул белогвардейское командование взяться за разработку плана более крупного наступления. Инициаторами разработки плана выступили командир 2-й бригады корпуса генерал А. П. Родзянко и группа офицеров, недовольных безынициативностью в то время командующего корпусом полковника А. Ф. Дзерожинского.

## Боевые действия весной-летом 1919 года

### Подготовка наступления, его цели и задачи
Несмотря на то, что некоторая часть руководителей белого движения в Эстонии и Финляндии считала необходимым форсированное выступление на Петроград (как, например, Н. Н. Иванов, министр в образованном в августе 1919 года Северо-Западном правительстве:
«Я требовал молниеносного натиска вплоть до самого Петрограда и занятия Петрограда, полагая, что тот ведёт за собой события, кто наступает, что Петроград немедленно вспыхнет широким восстанием, что на силы нам рассчитывать не приходится и что остановка на пути будет катастрофой») общий замысел А. П. Родзянко был другим. Планируя операцию, он намеревался вести наступление не по кратчайшему направлению на Петроград, а действовать сначала в направлении Пскова, Новгородa и далее — Ладожского озера. Наступление планировалось как локальная операция по расширению плацдарма на российской территории с целью вывода белой армии из зависимости от Эстонии и для расширения мобилизационных и продовольственных ресурсов, которыми могли бы воспользоваться в будущем увеличенные белые формирования.
На суше наступление Северного корпуса должно было поддерживаться эстонской армией, на море — флотами Великобритании и Эстонии.

### Наступление белых
Генерал А. П. Родзянко вспоминал, что главный удар он предлагал нанести не на Петроград, а на Псков, но так как в наступлении на псковском направлении были заинтересованы правящие силы самой Эстонии, то все основные силы русского Северного корпуса были переброшены под Нарву, и им не оставалось ничего иного, как планировать наступление в направлении городов Гдов и Луга. На этом же направлении ожидалось содействие эстонской армии (высадка десанта в 400 чел. у пристани Пейпийа в Копорском заливе, для чего предполагалось задействовать силы эстонского и английского флотов (эскадра адмирала Коуэна)). Вторым направлением удара был выбран Псков — Гдов. Наступление осуществлялось силами 2-й эстонской дивизии при содействии партизанского отряда Северного корпуса им. С. Н. Булак-Балаховича:116—119.
13 мая с эстонской территории силами около 3000 человек при 6 орудиях и 30 пулемётах ударил Северный корпус полковника А. Ф. Дзерожинского:123 Наступлению белых противостояла находившаяся под командованием А. К. Ремезова 7-я армия РККА, которая, имея численный состав около 23 500 человек, была разбросана по фронту от Онежского до Чудского озера протяжённостью около 600 км. Причём наступление ожидалось со стороны Финляндии, где и были сосредоточены основные силы армии. Нарвско-псковскому направлению должного внимания не уделялось. Удару Северного корпуса противостояла лишь 6-я советская дивизия численностью в 2700 человек, при 12 лёгких и 6 тяжёлых орудиях, но эти её силы были растянуты на 100-километровом фронте. Белые, сосредоточив в острие своего удара три колонны общей численностью 2500 человек, легко прорвали фронт под Нарвой и движением в обход Ямбурга принудили красных к отступлению. 15 мая белые овладели Гдовом, 17 мая был взят Ямбург, а 25 мая в Псков вошла 2-я эстонская дивизия полковника Пускара. В конечном результате на петроградском направлении к началу июня белые вышли на подступы к Луге, Ропше, Гатчине и Красному Селу, угрожая Петрограду.:123
Всего за 10 дней боёв Северный корпус занял территорию, превышающую в 3,5 раза площадь Эстонии. По свидетельствам участников операции только полное отсутствие запасов продовольствия для голодающего населения Петрограда и опасение завязнуть в уличных боях остановило их тогда в продвижении к столице Империи.:316
У красных же к поражениям на фронте добавились восстания в тылу и массовый переход красноармейских частей на сторону белых. На форте «Красная Горка» и на батарее «Серая Лошадь» 13 июня начались восстания, подготовленные военными специалистами бывшей царской армии, принятыми на службу в РККА. Форты входили в кронштадтскую систему обороны северной столицы с моря и являлись важными стратегическими пунктами.

### Контрнаступление красных
16 июня сухопутными советскими частями при поддержке Балтийского флота были ликвидированы мятежи в форте «Красная Горка» и на батарее «Серая Лошадь». В Петрограде были произведены аресты членов белогвардейского подполья и изъято свыше 6 тыс. винтовок и другого оружия. 21 июня 7-я армия РККА, насчитывающая к этому времени около 23 тыс. штыков и сабель, перешла в наступление против войск Северо-Западной армии белых (16,5 тыс. штыков и сабель), 5 августа овладела Ямбургом и вышла на рубеж Луги, после чего перешла к обороне. 26 августа действовавшие на псковском направлении войска 15-й армии РККА под командованием А. И. Корка заняли Псков.

### Участие в боевых действиях иностранных государств

#### Военные действия на море

##### Соотношение сил и действия флотов до начала наступления Северного корпуса
В военных действиях против Советской республики на северо-западе России активное участие принимали также и корабли военно-морских сил Великобритании, пришедшие в Балтийское море ещё в конце ноября 1918 года. К началу июня 1919 года здесь находились четыре британских лёгких крейсера («Куракоа», «Клеопатра», «Дрэгон» и «Галатея»), восемь эсминцев и пять подводных лодок, располагавшихся на финской базе в Биоркэ в 90 км от Петрограда.
Поддерживая наступление белогвардейцев на суше, английские ВМС производили неоднократные артобстрелы побережья, занятого советскими войсками, атаки малыми торпедными катерами и воздушные налёты на корабли Балтийского флота и Кронштадт.
Советский Балтийский флот имел формальное превосходство над английской эскадрой, однако бо́льшая часть его кораблей нуждалась в ремонте и находилась в портах на долговременном хранении. Кроме того, ощущалась острая нехватка всех видов снабжения и сильный некомплект личного состава (особенно офицерского). Это привело к созданию Действующего отряда (ДОТ) из исправных кораблей с боеспособными экипажами. В его состав вошли 2 линкора, крейсер, несколько эсминцев и подводных лодок.
После того, как 26 и 27 декабря неподалёку от Ревеля, после неудачной операции, в плен к англичанам попали российские эсминцы «Спартак» и «Автроил», корабли Балтийского флота РККФ до конца Гражданской войны дальше Гогланда не ходили, и англичане установили полное господство в Финском заливе.

##### Морские операции весной — летом 1919 года
Сразу после начала наступления белых войск, 15 и 16 мая эстонцами при поддержке кораблей был высажен десант в Лужской губе, а 17 мая — в Копорском заливе. Командование Красного Балтийского флота приняло решение произвести разведку Копорского залива, обстрелять побережье и разгромить высадившиеся десанты противника. Выполнение операции было возложено на линкор «Андрей Первозванный», эсминец «Гавриил», 4 тральщика и 2 сторожевых корабля, которые вышли в море 18 мая. Из-за неисправности машины линкор вернулся в Кронштадт, и командир ДОТ перешёл на «Гавриил». В 10 часов 10 минут отряд вошёл в Копорский залив, но вскоре был вынужден повернуть назад — на горизонте были замечены дымы английских крейсера и трёх эсминцев. Чтобы прикрыть тихоходные тральщики, эсминец «Гавриил» снизил ход до 10 узлов и вступил в неравный бой с противником. Перестрелка происходила в течение часа на дистанции свыше 32 кабельтовых, огонь английских кораблей был малоэффективен; «Гавриил» отстреливался из кормового орудия и не позволял неприятелю приблизиться к тральщикам. В 13 часов 25 минут советские корабли вошли в зону действия орудий береговых фортов и английский отряд прекратил преследование.
28 мая ДОТ получил новое задание по активному содействию наступающим частям Красной армии с моря. Советским кораблям предписывалось не допускать высадки десантов в Копорском заливе и прикрывать побережье от возможных атак. Однако, 31 мая английские эсминцы произвели успешный обстрел побережья в районе Оисто-Палкино. Вышедший на перехват «Азард» был сначала несколько раз атакован подводной лодкой, а затем был вынужден отходить под прикрытие линкора «Петропавловск» из-за появления нескольких отрядов английских кораблей. Англичане попытались атаковать линейный корабль, но в это время один из эсминцев, неосторожно сблизившийся на 47 кабельтовых, получил попадание, и британские корабли немедленно отступили. 1 июня ДОТ провёл на якоре; тем временем английские и эстонские корабли обстреляли занятое РККА побережье в районе Нового устья.
Новое столкновение противников произошло 4 июля: эсминцы «Азард» и «Гавриил» обнаружили у входа в Копорский залив английский эсминец и начали безрезультатное преследование. На обратном пути российские эсминцы были атакованы английской подводной лодкой L55. Удачно сманеврировав, эсминцы уклонились от торпед, а лодка после залпа не удержалась на глубине и над водой показалась часть её рубки, которая была немедленно обстреляна с «Азарда». Над подводной лодкой поднялся большой столб огня и дыма, были видны летящие в воздух обломки. Как оказалось впоследствии, во время уклонения от атаки «Азарда» британская субмарина была снесена течением и попала на английское минное заграждение. Весь экипаж погиб. О гибели своей лодки вскоре официально сообщило Британское Адмиралтейство. «Азард» и «Гавриил» были с триумфом встречены на базе.
К этому времени состав ДОТ пополнили спешно введённые в строй эсминцы «Константин» и «Свобода». Английская эскадра к середине июня пополнилась 8-ю новейшими торпедными катерами, к концу июня из Англии на Балтику прибыли четыре крейсера, в начале июля авианосец с 12-ю гидросамолётами.
В ночь на 13 июня на форту «Красная Горка» произошло восстание, направленное против советской власти. В 15.15 орудия форта открыли огонь по Кронштадту и находящимся в гавани кораблям. В артиллерийскую дуэль с восставшими попеременно вступали линкоры «Андрей Первозванный» и «Петропавловск» и береговая батарея на острове Риф. К 16 часам на сторону мятежников перешёл форт Обручев и тральщик «Китобой», бывший на дежурстве недалеко от «Красной Горки».
Для подавления восстания был организован отряд кораблей, состоявший из линкоров «Петропавловск» и «Андрей Первозванный», крейсера «Олег» и эскадренных миноносцев «Гавриил», «Свобода» и «Гайдамак». 13 июня вечером корабли балтфлота вышли в море и начали интенсивный обстрел форта и прилегающих позиций, продолжавшийся в течение 14 и 15 июня (линкор «Петропавловск» начал обстреливать форт ещё стоя у стенки Кронштадта днём 13 июня). Всего кораблями было выпущено по форту 738 снарядов калибра 12 дюймов и 408 8-ми дюймовых снарядов (линкоры), 750 снарядов 130-мм (крейсер «Олег») и 145 100-мм (эсминцы). Большие надежды восставшие связывали с помощью английской эскадры, однако адмирал Кован, не предпринимая никаких действий, лишь предложил находящимся в Кронштадте кораблям сдаваться.
После подавления восстания на фортах для наблюдения за английскими кораблями крейсер «Олег» был выдвинут к Толбухину маяку в охранении эсминцев «Всадник» и «Гайдамак». В ночь с 17 на 18 июня английский торпедный катер, незаметно приблизившийся к советским кораблям, атаковал крейсер, выпустив по нему торпеду — через 12 минут крейсер затонул; английский катер ушёл из под обстрела без повреждений.
Полёты английских самолётов в районе Невской губы стали особенно частыми с середины июня, с августа они проводились практически ежедневно. Целью была не только бомбардировка, но и разведка расположения стоянок кораблей и инфраструктура порта — в перспективе планировался крупный налёт на базу и с воздуха, и с моря. Целями воздушной бомбардировки должны были стать мастерские, нефтяные цистерны и прожекторная защита; катера должны были атаковать находившиеся в гавани российские корабли — линкоры «Петропавловск» и «Андрей Первозванный», крейсера «Память Азова» и «Рюрик», а также сторожевой эсминец «Гавриил», стоявший на Малом Кронштадтском рейде.
Для ведения боевых действий англичане использовали также свою агентурную сеть в Петрограде. Доставка агентов в город осуществлялась катерами с моря, которые проходили незамеченными мимо кронштадтских фортов северным фарватером. В июне англичанам удались 13 походов в Петроград, но обнаружены береговой охраной они были лишь два раза.
Атака на Кронштадт была предпринята в ночь с 17-го на 18-е августа. Семь катеров британских ВМС (пять с базы в финском Биоркэ и два с базы в Териоки), встретившись на траверзе форта Ино, северным фарватером пошли на Кронштадт.

#### Наступление Олонецкой добровольческой армии
21—22 апреля 1919 года с территории Финляндии, со стороны Сердоболя, на Онежско-Ладожском перешейке в олонецком направлении активные боевые действия вела финская, так называемая, Олонецкая добровольческая армия, насчитывающая до 2000 человек В задачу белофиннам было поставлено действовать по линии Званки — Лодейное Поле — Петрозаводск, с конечной целью захвата Восточной Карелии. 21 апреля белофинны захватили Видлицу, 23-го — Толоску, вечером 23-го Олонец и вышли на подступы к Лодейному Полю и Петрозаводску, где завязались ожесточённые бои, но к концу апреля частям Красной армии наступление финнов удалось временно остановить. 2 мая Петрозаводская, Олонецкая и Череповецкая губернии Советом Обороны РСФСР были объявлены на осадном положении, а 4 мая была начата всеобщая мобилизация. В районе Лодейного Поля финнам удалось переправиться через Свирь. С 4-го мая в боевые действия против финских войск были введены суда Онежской военной флотилии, которые обстреливали занятое противником побережье от Олонца до Видлицы. Для этих целей использовались два сторожевых судна «Куница» и «Горностай» (вооружение составляло по две 75-мм пушки), а также с 16 мая — минный заградитель «Березина» с двумя 102-мм и одной 75-мм пушками.
В конце июня — начале июля в ходе Видлицкой операции советские войска силами одной сводной дивизии, одного сводного полка и Онежской военной флотилии разгромили Олонецкую добровольческую армию.

## Боевые действия осенью 1919 года

### Наступление белых
Новое наступление Северо-Западной армии белых, имевшей 18,5 тыс. штыков и сабель, 4 бронепоезда, 4 броневика и 6 танков, при поддержке эстонской армии (около 18 тыс. штыков и сабель) и британского флота, было запланировано на конец сентября. Операция Юденича должна была содействовать к этому времени успешно развивающемуся наступлению войск А. И. Деникина на Москву.
28 сентября Северо-Западная армия начала активные боевые действия, нанеся отвлекающий удар на Струги-Белые — Луга (псковское направление) по левому крылу 7-й армии РККА под командованием С. Д. Харламова (25,6 тыс. штыков и сабель). Советское командование перебросило туда свои главные силы, чем ослабило ямбургское направление, куда 11 октября и был нанесён второй основной удар войсками Юденича. Ямбург белыми был взят уже 12 октября, Красное Село и Гатчина — 16 октября, Царское Село — 20 октября. Однако дальше Пулковских высот пройти не удалось. В то время как Троцкий усилил обороняющую Петроград группировку до 40 тысяч бойцов (части 7-й и 15-й армий — 40 тысяч штыков и сабель, 350 орудий, 820 пулемётов), эстонские части, прикрывавшие левый фланг Северо-Западной армии, снялись с фронта. Брешь во фронте заполнил десант большевиков-матросов, высадившийся у форта «Красная Горка». Финны и англичане эффективной помощи белым не оказали. Усилились трения с эстонцами, которых отпугивали великодержавные устремления Юденича и которым большевики пообещали значительные политические и территориальные уступки.

### Контрнаступление красных
Увеличившийся перевес в живой силе у красных, отсутствие резервов и растянутость фронта Северо-Западной армии позволили советским войскам остановить наступление белых. 21 октября 1919 года 7-я армия РККА перешла в контрнаступление на гатчино-волосовском направлении. 25 октября на лужско-волосовском направлении начали наступление войска 15-й армии РККА. Целью ставились глубокий охват и окружение основных сил Северо-Западной армии Юденича. После упорных боёв белогвардейцы были разгромлены, и советские войска 14 ноября овладели Ямбургом. Остатки белогвардейской армии вынуждены были перейти на территорию Эстонии, где они в начале декабря были разоружены и интернированы эстонским правительством.

## Причины поражения белых
- Различным антибольшевистским силам, действовавшим в северо-западном районе бывшей Российской империи, не доставало взаимного доверия и согласованности в своих планах[3].:354

### Научно-исторические исследования
- Большая Советская Энциклопедия. 3-е издание. Статья «Петроградская оборона. 1919»
- Гражданская война и военная интервенция в СССР. — М.: Советская энциклопедия, 1983.
- Корнатовский Н. А. Борьба за Красный Петроград. — Москва: АСТ, 2004. — 606 с. — (Военно-историческая библиотека). — 5000 экз. — ISBN 5-17-022759-0.
- Пухов А. Балтийский флот в обороне Петрограда. 1919 год. — Москва - Ленинград: Военмориздат НКВМФ СССР, 1939.
- Широкорад А.Б. Северные войны России. — Москва: АСТ, 2001. — 848 с. — (Военно-историческая библиотека).
- Цветков В. Ж. Белое дело в России. 1919 г. (формирование и эволюция политических структур Белого движения в России). — 1-е. — Москва: Посев, 2009. — 636 с. — 250 экз. — ISBN 978-5-85824-184-3.
- Лохматов М. В. Сравнительный анализ военного управления и тактики Красной и Белой армий на Северо-Западном фронте в 1919 году. «Мир в новое время». Санкт-Петербург, 2003

### В мемуарах
- Октябрьское наступление на Петроград и причины неудачи похода : записки белого офицера. Финляндия. 1920.
- Реден Н. Р. Сквозь ад русской революции. Воспоминания гардемарина 1914 — 1919 = The Unmaking of a Russian / Глебовская Л. И.. — Москва: Центрполиграф, 2006. — 287 с. — (Свидетели эпохи). — 4000 экз. — ISBN 5-9524-2000-1.
- д. и. н. Волков, С. В. Белая борьба на Северо-Западе России / Сапожников С. А.. — 1-е изд. — Москва: ЗАО Центрполиграф, 2003. — С. 687. — 348 с. — (Россия забытая и неизвестная. Белое движение.). — 3000 экз. — ISBN 5-9524-0201-1.
- Бакланова И. С. «Северо-Западная армия была разбита и уничтожена … благодаря политическому поражению». // Военно-исторический журнал. — 2013. — № 6. — С.49-54.

### В художественной литературе
- А. П. Куприн. Купол Св. Исаакия Далматского